# Nuoto ai XVII Giochi del Mediterraneo - Staffetta 4x200 metri stile libero femminile
Le gare di nuoto nella categoria Staffetta 4x200 metri stile libero maschile si sono tenute il 23 giugno 2013 al Yeni Olimpik Yüzme Havuzu di Mersin.

## Calendario
Fuso orario EET (UTC+3).
| Data      | Ora   | Turno    |
| --------- | ----- | -------- |
| 24 giugno | 10:30 | Batteria |
| 24 giugno | 19:22 | Finale   |

## Risultati
A causa del numero di nazioni partecipanti (sei) la batteria delle qualifiche è unica, e serve solamente a stabilire le corsie di partenza per la finale, a cui tutte si qualificano.

### Batterie
| Pos. | Nazione  | Atleti                                                                       | Tempo   | Corsia | Note |
| ---- | -------- | ---------------------------------------------------------------------------- | ------- | ------ | ---- |
| 1    | Italia   | Chiara Masini Luccetti Diletta Carli Stefania Pirozzi Martina De Memme       | 8'19"26 | 4      | Q    |
| 2    | Spagna   | Lidón Muñoz Claudia Dasca Romeu María Vilas Vidal Catalina Corró Lorente     | 8'24"48 | 3      | Q    |
| 3    | Slovenia | Tjasa Vozel Neza Marcun Spela Bohinc Tanja Šmid                              | 8'37"48 | 5      | Q    |
| 4    | Turchia  | Merve Eroglu Melisa Akarsu Kubra Esra Kacmaz Zeynep Balto                    | 8'40"04 | 6      | Q    |
| 5    | Grecia   | Stavroula Karantakou Marianna Lymperta Konstantina Papailia Theodora Giareni | 8'44"35 | 2      | Q    |
| 6    | Egitto   | Reem Kassem Mai Mostafa Farida Osman Hania Moro                              | 9'50"03 | 7      | Q    |

### Finale
| Pos. | Nazione  | Atleti                                                                           | Tempo   | Corsia |
| ---- | -------- | -------------------------------------------------------------------------------- | ------- | ------ |
|      | Italia   | Chiara Masini Luccetti Diletta Carli Stefania Pirozzi Martina De Memme           | 8'07"50 | 4      |
|      | Spagna   | Lidón Muñoz Claudia Dasca Romeu Catalina Corró Lorente Marta González Crivillers | 8'12"55 | 5      |
|      | Slovenia | Anja Klinar Mojca Sagmeister Špela Bohinc Tanja Šmid                             | 8'16"34 | 3      |
| 4    | Turchia  | Gizem Bozkurt Merve Eroglu Melisa Akarsu Halime Zulai Zelen                      | 8'25"01 | 6      |
| 5    | Grecia   | Theodora Giareni Afroditi Giareni Stavroula Karankatou Marianna Lymperta         | 8'27"02 | 2      |
| 6    | Egitto   | Ahmed Mahmoud Mohamed Gadallh Adham Abdelmegid Marwan Elkamash                   | 8'40"47 | 7      |